# Boots (personage)
Boots is een aapje uit de tekenfilmserie Dora.
Van de figuren uit de serie is Boots degene die altijd in de buurt van Dora is en heel veel vragen stelt. Tevens helpt hij Dora enthousiast met het oplossen van problemen en puzzels.
Het aapje heet Boots, omdat hij rode laarsjes draagt (boots is Engels voor laarzen). De stem van Boots wordt in Nederland ingesproken door Dieter Jansen.
Sinds 2024 wordt Boots ingesproken door Kamiel Kolacny.